# Joca Claudino
Joca Claudino est une ville brésilienne du nord-ouest de l'État de la Paraíba.
Sa population était estimée à 2 660 habitants en 2007. La municipalité s'étend sur 74 km2.